# Vukovics Gyula
Vukovics Gyula (Cegléd, 1933. január 22. –) villamosmérnök, hírközlési szakíró és regényíró. A Magyar Mérnöki Kamara örökös tagja.

## Életpályája
1957-ben szerzett villamosmérnöki oklevelét a Gyengeáramú Szakon, valamint ipari mérnökközgazdász és átvitel-technikai szakmérnöki diplomát is szerzett. 
Munkahelyei 1957-1992 között a Magyar Posta, illetve annak jogutódjai voltak, ahol előbb a Posta Központi Kábelüzemben építésvezető, fő-építésvezető, műszaki előadó, majd a Közlekedési és Postaügyi Minisztérium Postafőosztályán hálózattechnikai főelőadó, később csoportvezető, a Posta Központi Műszaki Hivatalban főmérnök, majd igazgató volt. 

## Munkássága
Munkaköreiben a helyi kábel hálózat és távkábel hálózat építésével és fenntartásával, műszaki nyilvántartásával, a tervezési egyeztetésekkel és tervjóváhagyásokkal, az országos közműnyilvántartás szakági megvalósításával, országos és nemzetközi áramkör létesítésekkel, az ezekhez kapcsolódó műszaki szabályokkal, technológiai előírások és üzemeltetési előírások létrehozásával kapcsolatos feladatokat látott el. 
Folyamatosan részt vett a postai-hírközlési hálózatépítési és üzemeltetési szakirodalom szerzői, illetve szerkesztői munkáiban, a kapcsolódó szakmunkás, technikusi és mérnök továbbképzési oktatási munkában, cikkek, jegyzetek és könyvek írásában.  
Hírközlési szakértői tevékenységét nyugdíjazása után is folytatta a Magyar Mérnöki Kamara keretei között. 
A 2008–2012 közötti években a Képzési és Tudásmenedzsment Kft szerződéses munkatársaként a Magyar Mérnök Kamara kötelező továbbképzési, valamint szabadon választható kreditpont-szerző tanfolyamait a "hírközlési és informatikai tervezői és szakér-tői tárgykörben" szervezte, előkészítette a tanfolyamok tananyagait, a Kamarával egyeztetve és elfogadtatva, ellenőrizte az oktatásokat, kiadta, illetve a Kamarának benyújtotta a továbbképzésről szóló igazolásokat. Kétszer ötéves továbbképzési ciklus után átszervezte a Kamara a továbbképzési rendszert, ezzel az ő szerződése, illetve a Képzési és Tudásmenedzsment Kft megszűnt.
A Magyar Mérnök Kamara 2014-ben Örökös Mérnök Kamarai Tag címmel, az Egyetem Szenátusa gyémántdiplomával ismerte el értékes  mérnöki tevékenységét.

## Szépirodalmi könyvei
- Menekülés az orosz frontra, 2013, UNITED PC kiadó
- A gyűlölet falai között, 2015, Könyvműhely kiadó
- Hajléktalanok, 2015, Könyvműhely kiadó
- A bukás színjátéka, 2017, Könyvműhely kiadó
- Escape to the Russian Front, 2018, Könyvműhely kiadó